# Óleo de gergelim

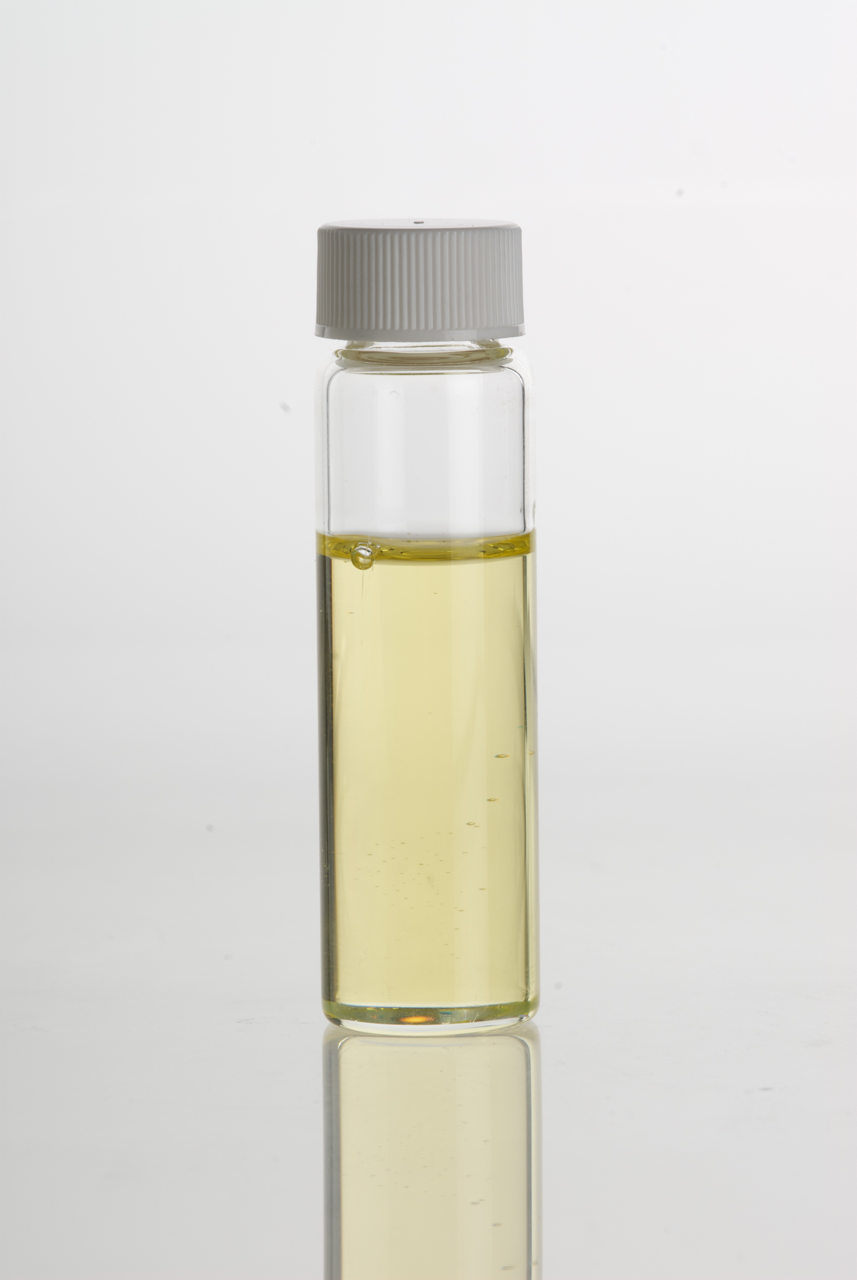
Frasco com óleo de gergelim.

Óleo de gergelim (português brasileiro) ou sésamo (português europeu) é um óleo vegetal comestível derivado de sementes de gergelim. Além de ser usado como óleo de cozinha no sul da Índia, é usado como intensificador de sabor em cozinhas do Oriente Médio, África e Sudeste Asiático. Tem um aroma e sabor de nozes distintos.

## Composição
O óleo de gergelim é rico em ácidos graxos insaturados e apresenta vários constituintes secundários que são importantíssimos na definição de suas qualidades. Entre os constituintes menores do óleo de gergelim, encontram-se o sesamol, a sesamina e a sesamolina.
Os principais ácidos graxos encontrados são: ácido linoleico (41% do total), ácido oleico (39%), ácido palmítico (8%) e ácido esteárico (5%). 
A composição do óleo de gergelim pode ser influenciada pela disponibilidade hídrica, durante o estágio de desenvolvimento das plantas.

## História
Sementes de gergelim foram uma das primeiras culturas processadas para a produção de óleo, bem como um dos primeiros condimentos. O gergelim foi cultivado durante a Civilização do Vale do Indo e foi a principal cultura de óleo. Foi provavelmente exportado para a Mesopotâmia por volta de 2500 aC. Nos últimos 6000 anos, o óleo de gergelim foi incorporado em vários alimentos. Porém, o uso desse óleo não foi limitado apenas para a alimentação. Entre os séculos VI a VIII d.C, era comum a sua utilização como combustível para abastecer lâmpadas em Xinjiang (China), durante a dinastia Tang.

## Compostos bioativos
O óleo de gergelim apresenta uma estabilidade relativamente superior do que outros óleos vegetais, mesmo tendo elevado teor de ácidos graxos insaturados e baixa quantidade de ácidos graxos livres na forma aromatizada não refinada. Esse fato se dá devido às suas lignanas e tocoferóis inerentes e aos produtos de reação de escurecimento que são gerados durante a torragem das sementes de gergelim. Ademais, há um efeito sinérgico entre esses componentes que causa um efeito antienvelhecimento e reduz o colesterol no sangue, em virtude da aceleração da decomposição do álcool no fígado, e atividade anti-hipertensiva e anticarcinogênica. As lignanas do óleo de gergelim podem ser divididas em dois tipos: 
- Lignanas inerentes (sesamina, sesamolina)
- Lignanas formadas principalmente durante o processo de produção do óleo (sesamol, por exemplo).

As propriedades antioxidantes do sesamol conferem ao óleo uma elevada estabilidade química evitando a rancificação, sendo entre os demais óleos de origem vegetal, o que apresenta a maior resistência à oxidação.

## Usos
O óleo de gergelim pode ser utilizado na produção de novos produtos para enriquecê-los nutricionalmente ou pode ser adicionado em produtos que contêm baixo teor de compostos bioativos, assim, aumentando os efeitos benéficos à saúde. Essa função do óleo de gergelim está crescendo nos últimos anos, devido à tendência global de redução de usos de aditivos sintéticos. Um exemplo seria a adição de óleo de gergelim à margarina e aos óleos de salada e fritura graças à sua elevada estabilidade oxidativa.
O óleo de gergelim também pode ser utilizado como ativador de certas substâncias inseticidas, como a rotenona e a piretrina, que tem seus efeitos tóxicos aumentados em presença do óleo de gergelim. Esta propriedade é exclusiva do óleo de gergelim, e é atribuída, principalmente, à sesamina.